# Francesco Ruggieri
Francesco Ruggieri, noto anche come Rugier, Ruggeri , Ruggerius, Rugeri (Cremona, 1630 circa – Cremona, 28 ottobre 1698), è stato un liutaio italiano.

## Biografia
Fu probabilmente un allievo di Nicolò Amati, uno dei maggiori liutai di Cremona, anche se alcune fonti dissentono da questa ipotesi.
A sostegno della tesi che Ruggieri possa esser stato un allievo di Nicolò Amati, vi è una causa intentata, nel 1685, da un violinista che protestò presso il duca di Modena sostenendo di essere stato vittima di una frode. In questo caso, il celebre violinista e compositore Tomaso Antonio Vitali aveva acquistato un violino che pretendeva essere una creazione di Nicolò Amati. Invece, sotto l'etichetta Amati vi era un'etichetta di Francesco Ruggieri. A quel tempo vi era una differenza di prezzo di 3-1 fra un Amati e Ruggieri, quindi la questione costituiva un tentativo di truffa. Tuttavia, questo caso può anche indicare che Ruggieri, che stava lavorando all'ombra dei grandi liutai cremonesi Amati, Guarneri e Stradivari, ricorse ad un atto disperato per fare una vendita. Il risultato della causa in tribunale non è nota, ma entrambi i casi potrebbe rivelarsi validi.
Comunque, Francesco fu il capostipite di una importante famiglia di liutai che conta: 
- Giovanni Battista Ruggieri (1653-1711) figlio maggiore di Francesco Ruggieri.
- Giacinto Ruggieri (1661-1697) secondogenito di Francesco Ruggieri.
- Vincenzo Ruggieri (1663-1719) terzogenito di Francesco Ruggieri. Era il terzo figlio di Francesco Rugeri. Vincenzo godeva di una considerevole fortuna come fabbricante di violini ed era forse il migliore artigiano della famiglia. I suoi violini avanzavano sui modelli di suo padre, adattando un arco piatto influenzato da Stradivari. La qualità complessiva dei suoi strumenti è eccezionale e merita di essere classificata almeno come quella del suo padre più famoso. [4]Era anche il probabile insegnante di Carlo Bergonzi (liutaio).[5]
- Antonio Ruggieri figlio di Giacinto Ruggieri.

Anche se Francesco Ruggieri realizzò violini e viole, la sua importanza deriva dallo sviluppo di una versione più piccola del violoncello, che è ora divenuta lo standard. Tutti gli strumenti creati da Ruggieri sono altamente desiderabili per la loro costruzione e il loro tono superiore.